# Lois Lane (Smallville)
Pour l'article général sur le personnage de l'univers de DC Comics, voir Lois Lane.
Lois Lane est un personnage fictif de la série télévisée Smallville, interprété par Erica Durance.

## Biographie fictive
Lois Lane fait sa première apparition dans le premier épisode de la quatrième saison, quand elle arrive à Smallville enquêter sur la mort supposée de sa cousine Chloe Sullivan. Lors de l'enquête, avec Clark, ils découvrent que Chloe est toujours vivante, mais elle fait partie du programme de protection des témoins jusqu'au procès de Lionel Luthor, Chloe ayant découvert qu'il a orchestré la mort de ses propres parents. Lionel découvre la vérité et envoie quelqu'un pour la tuer, mais Lois et Clark arrêtent le tueur, ce qui permet à Chloe de témoigner. Avant que Lois ne puisse quitter Smallville, son père l'informe qu'elle n'a pas eu tous ses crédits d'études secondaires, et qu'il l'a inscrit au lycée de Smallville, afin qu'elle puisse terminer sa dernière année. Lois reste alors chez les Kent et commence à fréquenter Smallville High. Chloe convainc Lois de devenir reporter pour « la torche » afin de l'aider à gagner un peu de ses crédits manquants. Avec l'aide de Lex Luthor, Clark parvient à faire obtenir à Lois ses crédits restants avant la date prévue pour qu'elle puisse aller à l'Université de Metropolis, et quitter sa chambre à coucher.
Dans la cinquième saison, Jonathan Kent, qui se présente comme sénateur, demande à Lois d'être sa directrice de campagne après que son ancien directeur a publié des articles allant à l'encontre de ses valeurs. Lois poursuit ses fonctions lorsque Martha Kent remplace Jonathan après sa mort, à la suite d'une crise cardiaque. Dans la sixième saison, Lois découvre un intérêt pour le journalisme après que la porte d'une grange est tombée du ciel, à côté d'elle, alors qu'elle faisait un jogging. Son histoire est achetée par l'« Inquisiteur », un tabloïd qui lui donne un emploi en tant que journaliste. Elle commence une relation amoureuse avec le milliardaire Oliver Queen. Lois soupçonne Oliver d'être l'Archer Vert et met en place un plan pour le prouver. Clark et Oliver trouvent alors un moyen d'écarter les soupçons de Lois en faisant passer Clark pour l'Archer Vert. Ce sera le premier baiser entre Lois et Clark. Lorsque Oliver est contraint de quitter Metropolis pour retrouver toutes les installations expérimentales de Lex, sa relation avec Lois arrive à son terme. Lois découvre plus tard que Lex a fait des recherches expérimentales sur des soldats de l'armée, dont l'un était son petit copain. En conséquence, Lois décide de faire des recherches sur les projets de Lex au sein de LuthorCorp.
Dans la septième saison, Lois obtient une place au Daily Planet avec sa cousine Chloe. Lois commence une nouvelle relation avec son supérieur, Grant Gabriel. Leur relation est cependant mal vue par Chloe et Lex, car Chloe craint que cela ne ruine la carrière de Lois et Lex pense que cela mettra en péril le secret de la véritable identité de Grant. Le couple accepte finalement de se séparer. Dans la huitième saison, Lois estime que Lex est responsable de l'arrestation de Chloe par le gouvernement et va à son hôtel pour rechercher ses fichiers pour savoir où elle se trouve. Elle finit par découvrir où est Chloe et la sauve avec l'aide de Clark. Lois prend Clark sous son aile lorsqu'il accepte un poste au Daily Planet. Ses sentiments pour Clark deviennent plus forts et elle admet être amoureuse de lui. Elle précise à Oliver qu'elle n'a jamais ressenti ça pour quelqu'un d'autre. Cependant, lorsqu'elle est sur le point de l'embrasser, l'ex-petite amie de Clark, Lana Lang débarque. Dans l'épisode final de la huitième saison, Lois et Tess Mercer, le successeur de Lex Luthor à la tête de LuthorCorp, se bagarrent au Daily Planet. Pendant le combat, Lois ramasse l'anneau de la Légion qui tombe du bureau de Clark et est transportée dans un autre temps et un autre lieu. Elle et Clark font une apparition dans l’épisode 9 de la saison 1 de la série Batwoman et on apprend qu’ils sont mariés et ont deux enfants et que Clark a abandonné ses pouvoirs afin de se consacrer à leur vie de famille. 

### Saison 9
Après trois semaines de disparition, Lois, de retour à Metropolis, a été suivie par un assassin. Dans l'impossibilité de communiquer avec Le Flou, Lois part à la recherche de son autre héros, Green Arrow, et le trouve dans un club combattant la pêche illégale, et lui demande de l'aide. Lorsque l'assassin, qui avait suivi Loïs, arrive au club de lutte, Oliver protège Loïs tandis que Clark affronte l'assassin Kryptonien. Loïs reçoit ensuite un appel téléphonique du Flou, au cours duquel il lui demande de garder son existence secrète. Lois se rend compte que son rêve était un rêve prémonitoire et se réveille effrayée et confuse.
Loïs recherche alors Clark pour être réconfortée, mais trouve Shelby tout seul à la ferme des Kent et le ramene dans son appartement dans l'espoir que Clark vienne le chercher. Quand Chloé suggère que Lois a manqué à Clark, Loïs insiste pour dire qu'elle ne voulait pas avoir Clark sur le dos parce qu'elle n'aimait pas son nouveau partenaire, John Corben, ce dernier étant lui-même hostile envers le Flou. Lois est ensuite excitée quand ce dernier demandé son aide pour traquer Metallo, mais quand elle se rendue compte que John Corben est l'homme que Le Flou recherche, John l'enlève. Le Flou sauve ensuite Lois et elle le supplie de montrer son visage, mais il s'enfuit en super-vitesse. Lois retrouve Clark et le serre immédiatement dans ses bras, ce qui rend évident qu'il lui manquait beaucoup.
Plus tard, Loïs, accompagnée de Clark, décide d'interviewer Tess qui avait été attaquée par des zombies enragés. Ils découvrent qu'elle a été infectée par le virus zombie avec le personnel du Daily Planet. Clark et Loïs combattent alors les zombies mais Loïs est mordue au cours de la lutte, et, quand elle s'est endormie, le virus a pris possession d'elle. Lois zombifiée attaque Clark mais en la maintenant fermement, il réussit à la placer sous l'antidote, qui a été répandu dans le ciel afin de descendre sous forme de pluie pour la guérir. Loïs remercie Clark pour son aide.
Clark obtient ensuite brièvement une capacité télépathique de Jor-El; Loïs devient alors très impressionnée par le fait qu'ils soient systématiquement tous les deux sur la même longueur d'onde. Ayant lu ses pensées, Clark propose à Loïs d'assister à un Monster Truck Rally, et Loïs estime que cela pourrait être le début d'une belle relation entre eux, comme elle l'a expliqué à Chloé.
Lois s'intéresse à Oliver, après l'avoir entendu parler de sa tentative de suicide et enquête sur sa disparition, ce qui la conduit à Victoria Sinclair. Lorsque Victoria affirme que la voiture d'Olivier lui appartenait, Lois et Victoria commencent à se battre mais Victoria saisit un fusil. Lois est ensuite prise en otage par Victoria jusqu'à ce que Oliver la sauve. Oliver finit par avouer ses sentiments à Loïs lors d'une blind date télévisée pendant la courte carrière à la télévision de Lois. Lois croyait avoir besoin de sauvegarder sa carrière de journaliste en travaillant avec Clark pour une émission matinale à la télévision, qui fixe leur premier rapport sur les Blind Dating. Lois se lève lorsque Oliver lui fait sa déclaration et elle lui avoue loin des caméras qu'elle ne l'aime que comme un ami, et que Clark est l'homme de sa vie.
Loïs et Clark partagent finalement leur premier baiser après qu'il l'a sauvée du patron de Mia Dearden.
Loïs quitte Metropolis pour réfléchir sur la possibilité de poursuivre une relation avec Clark. Elle reste distraite par sa vision vivante d'elle et de Clark et va voir un thérapeute pour en discuter. Lors d'un appel téléphonique du Flou, une dysfonctionnement du synthétiseur vocal de son téléphone révèle la voix de Clark Kent, au grand choc de Loïs. Après avoir découvert que Clark était le Flou, Loïs le défend contre le procureur du district qui veut utiliser une série de bévues causés par des jumeaux possédant des pouvoirs (mais qui les utilisent sans penser aux conséquences) pour le discréditer. Toutefois, Loïs se trouve mise en ligne de mire du procureur du district qui essaye de la tuer. Pour se racheter, les jumeaux en question sauvent Lois et réfutent la théorie selon laquelle Clark est le Flou.
Tess lit ensuite l'esprit de Loïs. Elle voit que Lois a décidé de poursuivre une relation avec Clark, et qu'elle l'a embrassé. De plus, étant victime de flashs provenant de son rêve récurrent, Lois s'évanouit et est transportée à l'hôpital. Tess l'enlève, afin d'étudier ses souvenirs des semaines où elle était absente. Clark sauve Loïs et la ramène à l'hôpital qu'elle quittera en se croyant simplement victime d'un problème de sucre dans le sang. Clark suggère à Loïs de former un couple, mais celle-ci, échaudée par ses précédentes relations, hésite.
Après avoir été mis en présence de poussière de kryptonite, Clark influence alors Lois. Celle-ci devient une ménagère au foyer et veut épouser Clark. L'effet de cette suggestion finit par s'effacer lorsque la poussière de météorites quitte son organisme, ramenant Loïs à la raison. Déchirée ensuite entre son amour pour Clark et le Flou, elle le quitte à la fin du 20e épisode de la saison 9 devant Martha et Perry.
Dans le dernier épisode de la saison, Le Flou l'embrasse et Loïs se rend compte qu'il s'agit en réalité de Clark...

### Saison 10
Lois sait désormais que Clark et Le Flou ne sont qu'une seule et même personne. Elle sauve la vie de Clark après sa chute, poignardé avec de la Kryptonite bleue. Mais elle doute d'être à la hauteur et part pour l'Égypte où elle rencontre Carter Hall (épisode 2) avant de revenir (épisode 3). Elle s'interroge sur le ressenti que Clark doit avoir de sa double vie et ne sait pas comment gérer cela. Elle ne veut pas lui révéler qu'elle connaît son secret, mais glisse énormément de sous-entendus quand elle parle avec lui. Elle vit une période de doutes, assez difficile pour elle. Elle fait comprendre à Clark qu'elle peut gérer l'identité du Flou et celui-ci finit par lui révéler son secret (épisode 5) . Elle apprend à le connaître entièrement. Elle se heurte aussi à son père qui semble se méfier des Super-Héros alors que Clark montre clairement son soutien aux justiciers masqués. Selon Sam Lane, Clark est le premier petit ami de Lois qu'elle a défendu contre lui (le Général avait pour habitude de "tester" durement les petits amis de Lois et elle ne disait rien, mais elle a pris la défense de Clark). Maintenant qu'elle connaît la double identité du Flou, elle souhaite se retrouver plus au cœur de l'action et trouve Clark sur-protecteur, mais il lui dit qu'il lui fait confiance sur des choses où il ne se fait pas confiance à lui-même. Dans l'épisode 11, Clark la demande enfin en mariage et elle s'empresse d'accepter.
Dans l'épisode 20 de la dixième saison, Clark présente Lois à Jor-el pour lui demander sa bénédiction pour leur mariage. Jor-el approprie alors les pouvoirs de Clark à Lois pour qu'elle comprenne la vraie vie de son fils. Lois profite de ses nouvelles capacités et devient même une superwoman en sauvant une jeune femme, mais elle se fait manipuler par Toyman qui la contrôle au moyen d'une étoile métallique collée dans son cou. Lois essaie alors d'attaquer Clark, qui est sans pouvoir, mais au coucher du soleil, il retrouve sa force et sauve Lois. À la fin de cet épisode, Lois discute avec Clark de ses pouvoirs et du fait qu'en restant avec elle, il ne peut sauver tout le monde. Elle part alors en pleurant et en lui annonçant qu'elle ne peut plus se marier avec lui.
Dans le double épisode final (21-22) de cette saison, Chloé raisonne Lois en lui faisant lire les vœux de mariage de Clark. Lois comprend alors que Clark a besoin d'elle, d'être aimé pour sauver des vies. Elle dit alors à Clark que le mariage aura bien lieu et elle lui fait lire ses vœux de mariage derrière une porte, car elle est en robe de mariée.
Mais lors du mariage et de l'échange des alliances, Oliver, encore sous le contrôle du mal de Darkseid, tend à Lois une bague en kryptonite or, qui a pour effet d'ôter tous les pouvoirs de Clark définitivement et donc de le rendre vulnérable. Chloé arrête Lois juste avant qu'elle ne passe l'anneau au doigt de Clark, il s'ensuit alors un combat entre Clark et Oliver et tous les invités s'enfuient. Clark et Lois ne sont donc pas encore mariés.
Après avoir sauvé Oliver, Clark se rend compte qu'une énorme boule de feu menace la Terre. Clark, Lois et toute leur petite équipe (Oliver, Chloé, Martha) cherchent une solution pour empêcher l'apocalypse. Lois écoute le message laissé par Tess sur son répondeur pendant qu'elle se faisait enlever par son père, Lionel Luthor. Clark se rend alors au manoir des Luthor où il rencontre Lex Luthor. Pendant ce temps, Lois retourne au journal et assomme une de ses collègues journaliste pour prendre sa place à bord de l'avion du président des États-Unis. Elle parle alors au secrétaire général et le convainc de laisser agir le Flou, convaincue que Clark trouvera une solution et les sauvera.
Clark se rend dans la forteresse de la solitude pour parler à son père, celui-ci dit à son fils qu'il est prêt et qu'il doit sauver la Terre, il fait alors apparaître le costume de Superman pris dans la glace, et Clark voit également son père adoptif Jonathan qui lui tend le costume.
Clark, devenu Superman, a réussi à trouver en lui la force pour voler et sauver la planète.
Sept ans plus tard, en 2018, on retrouve Lois et Clark au Daily Planet pendant que Lex Luthor est élu Président des États-Unis. Grâce à Chloé, Lois récupère le dernier élément pour son mariage, un truc bleu. Clark et Lois préparent de nouveau leur mariage mais Clark est appelé à aller sauver des innocents, Lois lui dit alors d'y aller avec le sourire, elle sait que son futur mari est le héros dont le monde à besoin.
Lois est par ailleurs devenue tante car on voit que Chloé a eu un petit garçon avec Oliver.